# پیام صوتی
پیام صوتی، پیامی است که صدای انسان را در خود دارد. صدا را می‌توان "بسته‌بندی" کرده و با اینترنت برای کس دیگری فرستاد. به بیان تخصصی، فرایند فرستادن "بسته‌های صوتی" یک فرایند ارتباطی نیمه منفعلانه است. اما باتوجه به سرعت بالا ارتباط می‌تواند پیوسته به نظر آید.